# Blow Your Speakers
Blow Your Speakers — песня в жанре хэви-метал американской рок-группы Manowar, вторая композиция альбома Fighting The World. Вышла в качестве сингла на лейбле Atlantic в 1987 году. Автором музыки и текста песни является Джоуи Де Майо.

## Отзывы и критика
Американский социолог Дина Вайнштейн в своей книге «Heavy Metal: The Music and Its Culture» отметила Blow Your Speakers, как одну из примечательных песен, прославляющих громкость звука в хэви-метал музыке. В 1991 году радиостанция Z Rock включила песню с список «1001 лучших песен всех времен».
В 2004 году музыкальный канал VH1 поставил Blow Your Speakers на 18 место в передаче «40 самых потрясающе плохих метал-песен всех времен» (англ. Most Awesomely Bad Metal Songs...Ever). По заявлению канала, этот список прославляет «убогие тексты песен, самые не хэви-метал темы, самые худшие гитарные риффы и самые странные и неудачные неожиданные творения наших любимых артистов».

## Музыканты
- Эрик Адамс (Eric Adams) — вокал,
- Джоуи Де Майо (Joey DeMaio) — бас-гитара,
- Росс Фридмен (Ross «The Boss» Friedman) — гитара,
- Скотт Колумбус (Scott Columbus) — ударные.

## Список композиций
1. Blow Your Speakers (03:36)
2. Violence And Bloodshed (03:59)